# Rexurdimento
Se denomina Rexurdimento (en castellano, resurgimiento) a la etapa cultural de la historia de Galicia que se desarrolló a lo largo del siglo XIX y que tuvo como característica principal la revitalización de la lengua gallega como vehículo de expresión social y cultural tras el periodo de "ostracismo" que se conoce como séculos escuros.
Se reavivó el espíritu regional y la identidad subjetiva de las regiones españolas. La consideración de las lenguas no oficiales cambia y se revalorizan, contra la norma universalista de la Ilustración, las tradiciones, lenguas y dialectos autóctonos. En Galicia, chocan la lengua castellana, urbana y favorecida por la burguesía, y la lengua gallega, que se consideraba rural y campesina y que se encontraba sin cultivo literario y sometida a una gran diglosia. Aparece una conciencia nacional y se reivindica el idioma gallego como distintivo de la personalidad de Galicia.

## El camino hacia el Rexurdimento
La fase de transición entre los séculos escuros y el rexurdimento suele denominarse en la historiografía literaria como prerrexurdimento. 
Se distinguen en él dos etapas: una primera, más larga y de resultados inciertos, que abarcaría la primera mitad del siglo XIX (hasta 1846, fecha del levantamiento de Solís), y una segunda, desarrollada durante los años cincuenta y sesenta del siglo, en la que el trabajo intelectual de sistematización de las características diferenciadoras de Galicia es lo suficientemente importante como para que el cultivo literario del gallego se vea muy estimulado (en 1853 se publica A gaita gallega, de Juan Manuel Pintos) y en 1861 se celebran los primeros Juegos Florales de Galicia en La Coruña.
A partir de 1840 hay grupos de intelectuales que ven a Galicia como una región atrasada que hay que hacer avanzar, y se percibe que ello sólo será posible por medio de la asunción política de una conciencia nacional. El movimiento provincialista surgido de este pensamiento fue dirigido en la Universidad de Santiago de Compostela, sobre todo, por Antolín Faraldo Asorey. 
En 1846 se produjo una revuelta contra el poder central, el levantamiento de Solís, que tuvo como consecuencia el fusilamiento de un grupo de rebeldes conocidos desde entonces como los mártires de Carral y el despertar de la conciencia lingüística. Todos comparten la idea de Galicia como patria y publican en periódicos de la época como El Centinela de Galicia, La Aurora de Galicia, etc. Benito Viceto publica una Historia de Galicia (1865-1866) en seis volúmenes que narra de forma heroica las hazañas de Galicia. En este despertar son importantes obras como Proezas de Galicia de Fernández Neira; La gaita gallega, 1853, de Juan Manuel Pintos y actos como la fundación de los Juegos Florales de La Coruña (1861) o publicaciones como El álbum de la caridad o periódicos como O Tío Marcos da Portela, donde se publican fragmentos de novelas y de teatro en gallego.
Dos son los géneros que se cultivan en gallego en estos primeros momentos.
- Están, en primer lugar, los textos de carácter político vinculados con la resistencia frente a la invasión napoleónica: el romance de 1808 "Un labrador que foi sarxento" y varios diálogos, de los cuales su primera muestra es uno de 1810 titulado "Proezas de Galicia explicadas baxo la conversación rústica de los dos compadres Chinto y Mingote", de José Fernández de Neira. Más adelante, publicados en folletos y en la prensa, aparecen textos que se centran en la polémica entre absolutistas y liberales, y en la situación administrativa gallega desde un punto de vista crítico.
- En segundo lugar, hay una serie de textos de tipo específicamente literario: villancicos (destinados al canto), una obra teatral (A casamenteira, de Antonio Benito Fandiño, publicada en 1849 y centrada en el tema de los casamientos arreglados), sonetos satíricos, dos textos poéticos de Nicomedes Pastor Díaz, etc.

Respecto del prerrexurdimento se discute si se puede hablar de un periodo romántico gallego. La profesora Dolores Vilavedra, sin decantarse por una conclusión definitiva, ha señalado que, al menos, existen varios hechos que demuestran la impronta de dicho movimiento. Destaca, por ejemplo, los rasgos evidentes que están presentes en la obra de Nicomedes Pastor Díaz y Rosalía de Castro, el empuje dado a las llamadas lenguas regionales del que se benefició el gallego y la aparición de un movimiento político genuinamente romántico como es el provincialismo que, más tarde, derivaría en el galleguismo.
Alrededor del provincialismo, se desarrollan foros de participación intelectual como la Academia Literaria de Santiago y medios impresos como el órgano oficioso de aquella, El Idólatra de Galicia, y revistas como Revista de Galicia, etc. Tras el levantamiento de Solís y la represión subsiguiente, el provincialismo se disolvió.
La producción literaria vinculada a este movimiento fue escasa, aunque promovió el empleo del gallego para la literatura. Destacan, entre los poetas de la época, Juan Manuel Pintos, autor de A gaita galega (1853), y Francisco Añón. 
Herederos intelectuales del provincialismo, fueron un grupo de jóvenes entre los que se encontraban Manuel Murguía, Eduardo Pondal y Rosalía de Castro, para los que el conocido como Banquete de Conxo, en 1856, significó un punto oficioso de partida y el Liceo de la Juventud un lugar de reunión y activismo cultural.

## El Rexurdimento
Convencionalmente, se estima que la publicación del primer libro de Rosalía de Castro, Cantares Gallegos, en 1863, es el punto de partida del Rexurdimento. Sin embargo, las dificultades del empeño son todavía evidentes, si se tiene en cuenta que entre esa fecha y 1874, que coincide, en parte, con el llamado sexenio democrático, apenas se publica nada en gallego.
No obstante, a partir de 1875 la producción en gallego aumenta. Hay, en primer lugar, un interés creciente por las publicaciones periódicas, entre las que O Tío Marcos da Portela (1876-1889) es el ejemplo más representativo.
En segundo lugar, se acometen determinados proyectos de carácter cultural, como la Biblioteca Gallega, que desde 1885 publicaría 52 obras, entre las que se encuentran títulos esenciales como Aires da miña terra, de Manuel Curros Enríquez, y Queixumes dos pinos, de Eduardo Pondal. 
En tercer lugar, se fomentan los concursos literarios. En 1886 se convocó el primer certamen en que todas las composiciones presentadas debían estar en gallego. La importancia de la poesía se observa también en el auge de las antologías poéticas.
El año que, de alguna manera, culmina toda esta larga trayectoria es 1880, pues en él se publican tres obras importantes de la literatura gallega: Follas Novas, de Rosalía de Castro; Aires da miña terra, de Curros Enríquez; y Espiñas, follas e frores. Ramiño primeiro, de Valentín Lamas Carvajal. Con proyección más bien política, en 1886 se publica Los precursores, de Manuel Murguía.
Durante estos años, se publican también numerosas gramáticas, diccionarios y estudios de crítica literaria e historia (Historia de Galicia, de Murguía), a lo que hay que añadir la tarea de recuperar la esplendorosa tradición de poesía trovadoresca medieval gallega, las Cantigas: el primer cancionero impreso es Cancionero de la Vaticana, en 1875, al que le siguen Colocci Brancuti, en 1889, Cantigas de Alfonso X El Sabio, en 1889, Cancionero de Ajuda, en 1904.
En cuanto a la prosa de ficción, es Marcial Valladares Núñez quien la inaugura con su obra Maxina ou a filla espúrea (aparecida a lo largo de 1880 como folletín de una revista y cuyo manuscrito data de 1870). Dejando a un lado otras consideraciones literarias, el aspecto más original de la novela es el tratamiento diglósico de los personajes.
Además de Valladares Núñez, el canónigo Antonio López Ferreiro está considerado como el verdadero padre de la novelística gallega, y es el autor de tres novelas (destacando A tecedeira de Bonabal) publicadas también por entregas en distintos periódicos gallegos. Situadas en diferentes momentos históricos de Galicia, se trata de novelas realistas con impregnaciones de la novela histórica típica del XIX. 
Por lo demás, tiene especial vigencia en la época el costumbrismo, entendido como una exaltación de lo rural y lo folclórico. 
Solo a finales del siglo, por ejemplo con la obra de Francisco Álvarez de Novoa, se empieza a cultivar una narrativa urbana, burguesa y con intereses psicologistas. Se trata de un novelista que preludia la fórmulas innovadoras de los escritores de las Irmandades da fala.
Por lo que respecta al teatro, fue un género apenas cultivado durante el Rexurdimento.